# Conspiración del Príncipe Negro
La conspiración del Príncipe Negro fue una conspiración que pretendía llevar a cabo un golpe de Estado en 1970 por exoficiales del Reino de Libia para derrocar al gobierno recién establecido de Muammar Muhammad Abu Minyar al-Gadafi y restaurar la monarquía Senussi, que había gobernado Libia hasta la Revolución libia de 1969. La conspiración recibió el nombre de Ahmed al-Senussi, un miembro de la familia real Senussi que, según se informa, estuvo involucrado en el complot. 
Los conspiradores, que sumaban unos 200 soldados, planeaban invadir Libia desde el vecino Chad. Su objetivo era capturar la ciudad de Sebha, en la región de Fezzan, en el sur de Libia, que serviría como base para la recuperación de ciudades importantes como Trípoli y Bengasi, con el objetivo final de recuperar la monarquía libia y deshacer los cambios provocados por la revolución de Gadafi.
Se dice que la conspiración recibió armas de potencias externas, incluido Israel.  Muammar Gaddafi calificó a los conspiradores como "oficiales de policía retirados y contratistas reaccionarios" que buscan restaurar el antiguo régimen para su propio beneficio, tal como los había beneficiado en el pasado.
El golpe planeado fue frustrado prematuramente cuando las autoridades gubernamentales descubrieron un depósito de armas en Sebha, lo que llevó al arresto de alrededor de 20 personas involucradas, quienes luego fueron sentenciadas a diferentes penas de prisión.
Tras la represión de la conspiración, el gobierno de Gadafi adoptó medidas importantes para consolidar el poder, como eliminar cualquier resto de influencia colonial, expulsar las bases militares extranjeras y atacar a las empresas de propiedad extranjera, incluidas las italianas. Estas medidas fueron parte de un esfuerzo más amplio para transformar la sociedad libia afirmando la identidad árabe e islámica y también nacionalizando la economía.